# Facultad de Ciencias de la Universidad de Costa Rica
La Facultad de Ciencias es parte de la Universidad de Costa Rica (también llamada por sus siglas, UCR) que es la universidad más grande, prestigiosa y antigua de la República de Costa Rica.

## Historia, evolución y contribuciones
La Facultad de Ciencias de la Universidad de Costa Rica (UCR) ha sido un pilar fundamental en el desarrollo científico y académico del país. Su historia se remonta a los inicios de la UCR, cuando en 1941 se estableció una pequeña Facultad de Ciencias, constituida por las secciones de Físico-Química y Microbiología .

### Transformación y Consolidación
En la década de 1950, bajo la reforma universitaria liderada por Rodrigo Facio, se reorganizó la estructura académica de la UCR, dando lugar a la creación de la Facultad de Ciencias y Letras el 30 de abril de 1955. Esta nueva facultad integró los departamentos de Estudios Generales, Filología, Filosofía, Historia y Geografía, Biología, Química, Física, Matemática y Geología .
Posteriormente, los acuerdos del III Congreso Universitario (1971-1972) llevaron a la división de la Facultad de Ciencias y Letras en tres facultades independientes: Letras, Ciencias y Ciencias Sociales. Esta reestructuración permitió una mayor especialización y fortalecimiento de cada área del conocimiento. La Facultad de Ciencias quedó adscrita al Área de Ciencias Básicas, siendo coordinada por la persona decana.

### Decanos de la Facultad de Ciencias y Letras:
A continuación se listan las personas que ocuparon el puesto de decano de la Facultad de Ciencias y Letras del año 1956 a 1974:
| Período                  | Decano                        |
| ------------------------ | ----------------------------- |
| 1/3/1956 al 14/2/1957    | Enrique Macaya Lahmann        |
| 8/3/1957 al 28/2/1962    | José Joaquín Trejos Fernández |
| 1/3/1962 al 28/2/1965    | Claudio Gutiérrez Carranza    |
| 1/3/1965 a julio de 1965 | Claudio Gutiérrez Carranza    |
| 14/8/1965 al 14/8/1968   | Gil Chaverri Rodríguez        |
| 15/8/1968 al 14/8/1971   | Gil Chaverri Rodríguez        |
| 15/8/1971 al 21/4/1974   | Chester Zelaya Goodman        |

### La Facultad de Ciencias
A raíz de los acuerdos alcanzados en el III Congreso Universitario, celebrado entre 1971 y 1972, la entonces Facultad de Ciencias y Letras experimentó una transformación profunda, resultado de un proceso de reflexión colectiva sobre el quehacer universitario y la necesidad de una estructura académica más especializada. Como resultado de dicho Congreso, la Facultad fue dividida en tres entidades académicas independientes: la Facultad de Letras, la Facultad de Ciencias y la Facultad de Ciencias Sociales. Esta decisión obedeció al objetivo de fortalecer cada una de estas áreas del conocimiento, brindándoles mayor autonomía académica y administrativa, con el fin de responder de manera más eficiente a los desafíos científicos, humanísticos y sociales del país.
El mismo Congreso definió también una nueva organización del sector académico de la Universidad, estructurándolo en cinco grandes áreas de conocimiento: Ciencias Básicas, Ciencias Sociales, Humanidades, Ciencias de la Salud y Ciencias Económicas. En este marco, la Facultad de Ciencias quedó adscrita al Área de Ciencias Básicas, espacio que articula y coordina las disciplinas fundamentales que sirven de base para el desarrollo de otras áreas del saber. La coordinación de esta área recae en la persona decana de la Facultad, quien además lidera su proyección estratégica. 

### Contribuciones Científicas y Académicas
En sus 50 años de existencia, la Facultad ha impulsado el desarrollo científico del país, realizando investigaciones y descubrimientos en diversas disciplinas. Ha sido un pilar fundamental en la generación de nuevo conocimiento científico y tecnológico. Sus aportes en los campos de la Biología, Geología, Física, Matemática y Química han contribuido de manera decisiva al desarrollo de capacidades científicas nacionales. A lo largo de su trayectoria, ha impulsado una cultura de investigación rigurosa y crítica, convirtiéndose en un referente en la formación de profesionales, investigadores y docentes altamente calificados.
En las últimas décadas, la Facultad ha ampliado su alcance académico y científico hacia áreas emergentes como la Física Médica, la Nanociencia y la Nanotecnología, entre otros, consolidando grupos de investigación que dialogan activamente con las tendencias globales. Además, mantiene una política institucional orientada a la cooperación y vinculación, desarrollando proyectos conjuntos con universidades nacionales e internacionales, centros de investigación, empresas, sectores productivos, colegios profesionales y organismos no gubernamentales. Esta red de colaboración ha permitido el fortalecimiento de capacidades, el intercambio de saberes y el impacto social de la ciencia.

### Colaboración e Interdisciplinariedad
Conscientes de los retos contemporáneos, la Facultad promueve una visión interdisciplinaria que estimula el trabajo conjunto entre sus diferentes escuelas y programas académicos. Esta orientación busca responder de manera más integral a los problemas complejos del mundo actual, tales como el cambio climático, la pérdida de biodiversidad, la contaminación y otros desafíos ambientales y ecológicos. En este sentido, la Facultad mantiene un compromiso permanente con la sostenibilidad, la ética científica y la responsabilidad social.

La Facultad de Ciencias de la Universidad de Costa Rica continúa siendo un actor clave en el sistema de educación superior del país, guiada por su vocación por la excelencia académica, la innovación, la investigación rigurosa y el compromiso con el desarrollo sostenible. Su historia y contribuciones reflejan su papel esencial en la formación de profesionales y en la generación de conocimiento al servicio de la sociedad costarricense.

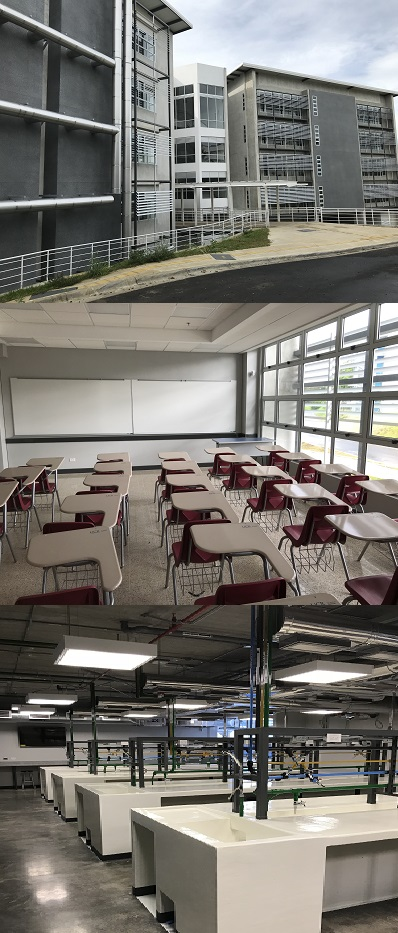
Edificio de Aulas y Laboratorios de la Facultad de Ciencias Básicas.

### Decanos de la Facultad de Ciencias
Desde su establecimiento como facultad independiente, la Facultad de Ciencias ha sido dirigida por destacados académicos que han contribuido significativamente a su desarrollo. A continuación, se presenta una lista de las personas que han ocupado el decanato:
| Período   | Decano/a                       |
| --------- | ------------------------------ |
| 1972-1974 | Francisco Ramírez Bonilla (1)  |
| 1974-1975 | Fernando Durán Ayanegui (2)    |
| 1976-1976 | José Alberto Sáenz Renauld (3) |
| 1976-1980 | Armando Acuña Bonilla.         |
| 1980-1984 | Jorge Mora Urpí                |
| 1984-1988 | Alfonso Mata Jiménez           |
| 1988-1992 | Carlos Valerio Gutiérrez       |
| 1992-1996 | Luis Estrada Navas             |
| 1996-1998 | Ramiro Barrantes Mesén         |
| 1998-2002 | Manuel Antonio Calvo Hernández |
| 2002-2004 | Alejandro Sáenz Ramírez        |
| 2004-2008 | Oldemar Rodríguez Rojas        |
| 2008-2012 | Virginia Solís Alvarado        |
| 2012-2020 | Javier Trejos Zelaya           |
| 2020-2024 | Rosaura Romero Chacón          |
| 2024 -    | Federico Muñoz Rojas           |

(1) Decano provisional, período de transición en la formación de la Facultad de Ciencias (acuerdo del III Congreso Universitario).
(2) Primer Decano de la Facultad. Nombramiento en Asamblea General de Facultad celebrada el 22 de abril de 1974. Se elige por un año a partir del 22 de abril de 1974. Presidió la Asamblea el Dr. Claudio Carranza Gutiérrez, Rector, como Delegado del Tribunal Universitario estuvo presente el Lic. Walter Antillón.
(3) No terminó el período, fue elegido miembro del Consejo Universitario

## Escuelas
La Facultad de Ciencias está formada por cinco escuelas:
- Escuela de Biología
- Escuela Centroamericana de Geología
- Escuela de Física
- Escuela de Matemática
- Escuela de Química

El área de Ciencias Básicas está formada por las cinco escuelas de la Facultad de Ciencias y la Escuela de Estudios Generales.

### Carreras que se imparten y sus planes de estudio:
- Biología (Bachillerato y Licenciatura)
- Ciencias Actuariales (Bachillerato y Licenciatura)
- Educación Matemática (Bachillerato y Licenciatura)
- Enseñanza de la Matemática (Bachillerato y Licenciatura)
- Enseñanza de las Ciencias Naturales (Bachillerato y Licenciatura)
- Física (Bachillerato)
- Geología (Bachillerato y Licenciatura)
- Matemática (Bachillerato).
- Meteorología (Bachillerato y Licenciatura)
- Química (Bachillerato y Licenciatura).

## Posgrado
La facultad de Ciencias de la Universidad de Costa Rica ofrece distintos programas de posgrado y especialidades en cada escuela ya que tiene como objetivo la formación de profesionales de alto nivel. 

### Programas de posgrado disponibles:
- Desarrollo Sostenible
- Biología
- Ciencias de la Atmósfera
- Física
- Geología
- Gestión Integrada de Áreas Costeras Tropicales
- Matemática
- Química
- Doctorado en Ciencias

## Logros destacados en investigación científica
La Facultad de Ciencias de la Universidad de Costa Rica ha consolidado su papel como uno de los principales centros de investigación científica en el país y en la región centroamericana. Sus escuelas han desarrollado proyectos pioneros, muchos de los cuales han tenido impacto tanto nacional como internacional. A continuación se destacan algunos de los logros más relevantes:

### Escuela de Biología: Conservación de la biodiversidad y genética
- CIMAR y biodiversidad de Costa Rica: La Escuela de Biología ha sido fundamental en la descripción de nuevas especies y en la construcción de bases de datos sobre biodiversidad. Ha colaborado estrechamente con el Instituto Nacional de Biodiversidad (INBio) así como el CIMAR y parques nacionales para el inventario biológico del país.
- Centro de Investigación en Biología Celular y Molecular (CIBCM): En este centro, adscrito a la Facultad, se han realizado investigaciones sobre genética de poblaciones, microbiología ambiental y biotecnología vegetal. Uno de sus logros incluye el desarrollo de variedades vegetales resistentes a plagas.
- Secuenciación de ADN de especies endémicas: Proyectos genómicos han permitido conocer la estructura genética de especies únicas de Costa Rica, contribuyendo a su conservación.

### Escuela de Química: Fármacos y química ambiental
- Síntesis de moléculas con potencial farmacológico: Investigadores han desarrollado compuestos derivados de plantas tropicales con actividad antibacteriana, antifúngica y anticancerígena. Algunos de estos estudios han llegado a fases preclínicas.
- Análisis de contaminantes en agua y alimentos: La Facultad ha liderado estudios de monitoreo ambiental para detectar metales pesados, pesticidas y otros contaminantes en fuentes de agua, alimentos agrícolas y leche materna.
- Participación en normativa nacional: Profesores de esta escuela han contribuido a la redacción de reglamentos sobre calidad del agua potable y gestión de residuos peligrosos en el país.

### Escuela de Física: Física Médica, Nanotecnología y computación científica
- Desarrollo de sensores en nanociencia: Investigadores de la Facultad, en colaboración con el Centro de Investigación en Ciencia e Ingeniería de Materiales (CICIMA), han desarrollado nanomateriales para sensores químicos, con aplicaciones en salud y medio ambiente.
- Física médica: La Facultad ha sido pionera en la formación de físicos médicos, fundamentales en radioterapia y diagnóstico por imagen. La investigación en este campo ha mejorado la seguridad y precisión de tratamientos oncológicos.
- Simulación computacional y modelado físico: Se han realizado simulaciones de fenómenos físicos complejos, aplicadas tanto a materiales como a sistemas biológicos, en colaboración con universidades extranjeras.

### Escuela de Matemática: Modelos aplicados y educación matemática
- Modelación de epidemias: Durante la pandemia de COVID-19, matemáticos de la UCR colaboraron con el Ministerio de Salud para modelar el comportamiento de la enfermedad en el país, apoyando decisiones de política pública.
- Análisis de datos aplicado: La Escuela y el CIMPA mantiene líneas de investigación en ciencia de datos, optimización combinatoria, bioestadística y econometría, y ha colaborado en estudios demográficos, de opinión pública y censales.
- Matemática teórica: La Escuela y el CIMPA han desarrollado investigación en álgebra, teoría de números, análisis, topología, ecuaciones diferenciales y geometría.
- Educación matemática: Ha desarrollado metodologías innovadoras para la enseñanza de las matemáticas en primaria y secundaria, utilizadas como base para reformas curriculares en el sistema educativo costarricense.

### Escuela de Geología: Riesgos naturales y recursos hídricos
- Monitoreo volcánico y sísmico: Geólogos de la Facultad han contribuido a la evaluación de la actividad volcánica y sísmica en Costa Rica, en coordinación con otras instituciones
- Cartografía geológica y análisis de suelos: Han elaborado mapas geológicos detallados del país, fundamentales para planificación territorial, mitigación de riesgos y estudios de infraestructura.
- Hidrogeología: Han desarrollado estudios sobre la calidad y disponibilidad de aguas subterráneas, esenciales para el abastecimiento de comunidades rurales y urbanas.

## Impacto Transversal y Reconocimientos
Publicaciones científicas: Los académicos de la Facultad han publicado cientos de artículos en revistas indexadas, lo que ha aumentado significativamente la visibilidad científica de la UCR a nivel internacional.
Formación de investigadores: Muchos de los egresados de sus programas de licenciatura, maestría y doctorado lideran actualmente laboratorios, centros de investigación y cátedras en universidades tanto en Costa Rica como en el extranjero.
Premios y distinciones: Varios investigadores han sido reconocidos con el Premio Nacional de Ciencia y Tecnología Clodomiro Picado Twight, el más importante en ciencia del país, por sus contribuciones en áreas como química, biología molecular y física.  Igualmente, la mayoría de las personas galardonadas con el Premio TWAS-CONICIT Científico Joven proviene de la Facultad de Ciencias de la UCR. También la Facultad cuenta con varias personas integrantes de la Academia Nacional de Ciencias.

## Centros de investigación, laboratorios y unidades asociadas
- CELEQ - Centro de Investigación en Electroquímica y Energía Química
- CIBCM - Centro de Investigación en Biología Celular y Molecular
- CIBET - Centro de Investigación en Biodiversidad y Ecología Tropical
- CICA - Centro de Investigación en Contaminación Ambiental
- CICANUM - Centro de Investigación en Ciencias Atómicas, Nucleares y Moleculares
- CICIMA - Centro de Investigación en Ciencia e Ingeniería de Materiales
- CICG - Centro de Investigación en Ciencias Geológicas
- CIGEFI - Centro de Investigación en Investigaciones Geofísicas
- CIJBL - Centro de Investigación Jardín Botánico Lankester
- CIMAR - Centro de Investigación en Ciencias del Mar y Limnología
- CIMM - Centro de Investigación en Matemática y Metamatemática
- CIMPA - Centro de Investigación en Matemática Pura y Aplicada
- CINESPA - Centro de Investigación en Espaciales
- CIPRONA - Centro de Investigación en Productos Naturales
- LC-PET/CT Laboratorio Ciclotrón PET/CT
- RSN - Red Sismológica Nacional
- RAP - Unidad Especial de Investigación Red de Áreas Protegidas de la Universidad de Costa Rica

## Revistas y publicaciones
- Epi-SCIENCE: The Science Behind Population Health
- Cuadernos de Investigación y Formación en Educación Matemática
- Lankesteriana: International Journal on Orchidology
- Revista de Biología Tropical/International Journal of Tropical Biology and Conservation
- Revista de Ciencia y Tecnología
- Revista de Matemática: Teoría y Aplicaciones
- Revista Geológica de América Central

## Consejos

### Consejo Asesor de la Facultad
- Escuela de Biología - Dra. Cindy Fernández García.
- Escuela de Física - Dr. Marcial Garbanzo Salas.
- Escuela de Geología - Dr. Guaria Cárdenas Sandí.
- Escuela de Matemática - Dr. Javier Trejos Zelaya.
- Escuela de Química - Dr. Juan José Araya Barrantes
- Representante de los Posgrados - Dr. Marco Barahona Palomo
- Representantes de estudiantes - Daniel Cascante Chaves y Ricardo Montero Campos

### Consejo del Área de Ciencias Básicas
- Escuela de Biología - Dra. Cindy Fernández García.
- Escuela de Física - Dr. Marcial Garbanzo Salas.
- Escuela de Geología - Dr. Guaria Cárdenas Sandí.
- Escuela de Matemática - Dr. Javier Trejos Zelaya.
- Escuela de Química - Dr. Juan José Araya Barrantes
- Representante de Sistema de Estudios Generales - Dra. Marlen Calvo Oviedo
- Representante de las Sedes y Recintos - M. Sc. Luis Carlos Núñez Masís